# Ludwik Longuet
Ludwik Longuet, Louis Longuet (ur. 24 lutego 1757 w Saint-Germain-Langot, zm. 2 września 1792 w Paryżu) – błogosławiony Kościoła katolickiego, duchowny katolicki, męczennik.

## Życiorys
Otrzymał święcenia kapłańskie, a potem został mianowany kanonikiem. Został zamordowany w czasie trwania rewolucji francuskiej. Beatyfikowany w grupie 191 męczenników z Paryża przez Piusa XI w dniu 17 października 1926 roku.